# 克羅埃西亞-斯拉沃尼亞王國

克羅埃西亞-斯拉沃尼亞王國 是奧匈帝國中的（聖史蒂芬王冠領）境內的一個自治王國。為奧匈帝國中外萊塔尼亞的組成部分之一。根據1868年克羅地亞匈牙利妥協協議而創建。領土范圍包括了今日的克羅埃西亞及塞爾維亞一部分。1918年奧匈帝國瓦解後，該王國變成了塞爾維亞人、克羅埃西亞人和斯洛維尼亞人王國的一部分。